# Cleberson Horsth
Cleberson Horsth Vieira de Gouvea (Manhumirim, 1 de fevereiro de 1950) é o tecladista do grupo carioca Roupa Nova. Horsth também toca piano, órgão, violão, acordeon, é compositor, arranjador e canta. Entre suas influências, estão os Beatles, Toto, Carpenters e Sivuca.

## Biografia

### Início de vida
Nascido em Manhumirim, Minas Gerais, se mudou aos 4 anos para o Rio de Janeiro com seu pai.
Cleberson tem formação erudita, mas seu início no mundo musical foi através de seu pai, que tocava acordeon. Um dia pediu a seu pai um acordeon meio que na brincadeira, mas seu pai acreditou, comprou o instrumento e o fez ter aulas particulares. Sua professora até tentou fazê-lo tocar piano, mas não teve conversa, continuou os estudos de acordeon. Quando já estava quase tocando profissionalmente, surgiram os Beatles, então ele quis aprender a tocar violão, mas também não era a área dele. Em um conjunto, um dos integrantes virou para o Cleberson e falou para ele tocar órgão. Então ele pegou gosto e aprendeu com uma professora de piano.
Estudou na Escola Nacional de Música, fez aulas particulares com a intenção de se preparar, pois queria mesmo trabalhar no campo da música. O ponto de partida para o Cleberson no Roupa Nova deu-se quando ele substituiu o tecladista da banda Os Famks.

### 1980-presente: Roupa Nova
Cleberson toca teclado e piano. Fez um solo de vocal na música Boa Viagem, no disco Roupa Nova (1983), cantando uma pequena parte da letra. Em 1990 gravou um trecho da canção Zapato Viejo, versão em espanhol do clássico Sapato Velho do Roupa Nova presente no álbum The Best En Español. No álbum Cruzeiro Roupa Nova, Cleberson canta ao piano a canção Cartas, uma de suas composições que fizeram sucesso com o Roupa Nova.
Cleberson Horsth coleciona inúmeras composições de sucesso gravadas pelo grupo Roupa Nova, como Volta Pra Mim, parceria com Ricardo Feghali, A Viagem, tema de abertura da telenovela da Rede Globo A Viagem, parceria com Aldir Blanc, A Força do Amor e Seguindo no Trem Azul, parcerias com Ronaldo Bastos, Tímida, parceria com Serginho Herval e Carlos Colla, Amar É ., tema da telenovela da Rede Globo Anjo de Mim, parceria com Ricardo Feghali, Cartas, parceria com Nando, Sensual, tema das novelas Voltei Pra Você da Rede Globo e O Direito de Nascer do SBT, parceria com Cláudio Rabello e Ricardo Feghali, Muito Mais, tema da telenovela da Rede Globo Torre de Babel, parceria com Ricardo Feghali e Assim Como Eu, parceria com Paulinho, vocalista do Roupa Nova e Paulinho Tapajós.
Cleberson também compôs com um dos principais nomes do Clube da Esquina, o mineiro Fernando Brant, parceiro musical de Milton Nascimento. Com Fernando Brant, Cleberson Horsth é autor da canção Estado de Graça, trilha sonora da telenovela Campeão da Rede Bandeirantes em 1982.
Ao lado de Ricardo Feghali, Cleberson compôs também Videogame, tema do telejornal da Rede Manchete a partir de 1983.
Com os parceiros do Grupo Roupa Nova, Cleberson Horsth já produziu arranjos e tocou com os principais nomes da música brasileira como Rita Lee, Milton Nascimento, Joanna, Zizi Possi, Amelinha, Fagner, Roberto Carlos, Erasmo Carlos, Jane Duboc, Byafra, Padre Fábio de Melo, Chitãozinho e Xororó, MPB4, José Augusto, Marina Lima, Guilherme Arantes, Gal Costa, Sandy e Júnior, Ney Matogrosso, Fat Family e muitos outros.
Cleberson Horsth também é produtor musical, e ao lado do Ricardo Feghali foi o responsável pela produção em diversos álbuns de sucesso da cantora gospel Aline Barros como Sem Limites, Voz do Coração, O Poder do Teu Amor e Fruto de Amor, sendo que este último ganhou o mais importante prêmio da indústria fonográfica, o Grammy Latino de melhor álbum de música cristã no ano de 2004.
Ambos também produziram os dois primeiros CDs do cantor gospel Kleber Lucas.

## Equipamento
Cleberson Horsth usa os teclados Casio PX5S, Casio PXS6000, Korg Kronos, Kurzweil PC3K6, Dexibell Vivo S9 e Dexibell SX8

## Composições
- A Força do Amor - Composição: Cleberson Horsth / Ronaldo Bastos (Herança, 1987)
- A Viagem - Composição: Cleberson Horsth / Aldir Blanc (Vida Vida, 1994)
- Amar é - Composição: Cleberson Horsth / Ricardo Feghali (6/1, 1996)
- Anos 60 - Composição: Cleberson Horsth / Ricardo Feghali / Nando (6/1, 1996)
- Assim Como Eu - Composição: Cleberson Horsth / Paulinho Tapajós / Paulinho (Roupa Nova, 1983)
- Cartas - Composição: Cleberson Horsth / Nando (Frente e Versos, 1990)
- Chamado de Amor - Composição: Cleberson Horsth / Nando (4U, 2008)
- Do Jeito que Quiser - Composição: Cleberson Horsth / Kiko (Luz, 1988)
- Estado de Graça - Composição: Cleberson Horsth / Fernando Brant (Roupa Nova, 1982)
- Estrela da Manhã - Composição: Cleberson Horsth / Ronaldo Bastos (Luz, 1988)
- Mudança - Composição: Cleberson Horsth / Nando (Frente e Versos, 1990)
- Muito Mais - Composição: Cleberson Horsth / Ricardo Feghali (Através dos Tempos, 1997)
- Na Mira do Coração - Composição: Cleberson Horsth / Ricardo Feghali / Nando (Herança, 1987)
- No Fundo do Coração - Composição: Cleberson Horsth / Márcio Horsth (Natal Todo Dia, 2007)
- O Passeio de um Anjo - Composição: Cleberson Horsth / Nando (6/1, 1996)
- Para Ser Verão - Composição: Cleberson Horsth / Ronaldo Bastos (Vida Vida, 1994)
- Seguindo no Trem Azul - Composição: Cleberson Horsth / Ronaldo Bastos (Roupa Nova, 1985)
- Sensual - Composição: Cleberson Horsth / Ricardo Feghali / Cláudio Rabelo (Roupa Nova, 1983)
- Tempo de Encarar - Composição: Cleberson Horsth / Serginho Herval / Kiko / Nando / Ricardo Feghali / Paulinho (Todo Amor do Mundo - 2015)
- Tímida  - Composição: Cleberson Horsth / Serginho Herval / Carlos Colla (Roupa Nova, 1984)
- Tolo Ciúme - Composição: Cleberson Horsth /  Nando / Ricardo Feghali (Herança, 1987)
- Videogame - Composição: Cleberson Horsth / Ricardo Feghali (Roupa Nova, 1983)
- Volta Pra Casa - Composição: Cleberson Horsth / Ricardo Feghali (Novas do Roupa - 2018)[4]
- Volta Pra Mim - Composição: Cleberson Horsth / Ricardo Feghali (Herança, 1987)